# Trotopera olivifera
Trotopera olivifera là một loài bướm đêm trong họ Geometridae.